# Litva na Pesmi Evrovizije
Litva je prvič nastopila na Pesmi Evrovizije leta 1994, vendar je tedaj zasedla zadnje mesto in ni prejela nobene točke. Nato pet let ni nastopila na evrovizijskem izboru. Ponovno se je vrnila na evrovizijske odre leta 1999. Odtlej ni nastopila le leta 2000 in 2003, ko je morala pavzirati zaradi slabih rezultatov iz predhodnih let.
Najboljša uvrstitev je 6. mesto iz leta 2006 s sporno pesmijo We Are The Winners. Litva je edina od baltskih držav, ki ni še nikoli zmagala na Evroviziji (po Estoniji leta 2001 in Latviji leta 2002), vendar se je od uvedbe polfinalov uspela v finale uvrstiti največkrat od njih.

## Litovski predstavniki
| Leto | Izvajalec                       | Pesem                              | Prevod                               | Finale             | Točke              | Polfinale           | Točke               |
| ---- | ------------------------------- | ---------------------------------- | ------------------------------------ | ------------------ | ------------------ | ------------------- | ------------------- |
| 1994 | Ovidijus Vyšniauskas            | »Lopšinė mylimai«                  | Uspavanka zaljubljenih               | 25.                | 0                  | Ni bilo polfinalov  | Ni bilo polfinalov  |
| 1999 | Aistė                           | »Strazdas«                         | Cikovt                               | 20.                | 13                 | Ni bilo polfinalov  | Ni bilo polfinalov  |
| 2001 | Skamp                           | »You Got Style«                    | Ti imaš stil                         | 13.                | 35                 | Ni bilo polfinalov  | Ni bilo polfinalov  |
| 2002 | Aivaras                         | »Happy You«                        | Srečen ti                            | 23.                | 12                 | Ni bilo polfinalov  | Ni bilo polfinalov  |
| 2004 | Linas & Simona                  | »What's Happened to Your Love«     | Kaj se je zgodilo s tvojo ljubeznijo | Brez finala        | Brez finala        | 16.                 | 26                  |
| 2005 | Laura and the Lovers            | »Little by Little«                 | Malo po malem                        | Brez finala        | Brez finala        | 25.                 | 17                  |
| 2006 | LT United                       | »We Are the Winners«               | Mi smo zmagovalci                    | 6.                 | 162                | 5.                  | 163                 |
| 2007 | 4Fun                            | »Love or Leave«                    | Ljubi ali odidi                      | 21.                | 28                 | Neposredno v finalu | Neposredno v finalu |
| 2008 | Jeronimas Milius                | »Nomads in the Night«              | Nomada v noči                        | Brez finala        | Brez finala        | 16.                 | 30                  |
| 2009 | Sasha Son                       | »Love«                             | Ljubezen                             | 23.                | 23                 | 9.                  | 66                  |
| 2010 | InCulto                         | »Eastern European«                 | Vzhodnoevropski funk                 | Brez finala        | Brez finala        | 12.                 | 44                  |
| 2011 | Evelina Sašenko                 | »C'est ma vie«                     | To je moje življenje                 | 19.                | 63                 | 5.                  | 81                  |
| 2012 | Donny Montell                   | »Love Is Blind«                    | Ljubezen je slepa                    | 14.                | 70                 | 3.                  | 104                 |
| 2013 | Andrius Pojavis                 | »Something«                        | Nekaj                                | 22.                | 17                 | 9.                  | 53                  |
| 2014 | Vilija Matačiūnaitė             | »Attention«                        | Pozornost                            | Brez finala        | Brez finala        | 11.                 | 36                  |
| 2015 | Monika Linkytė & Vaidas Baumila | »This Time«                        | Tokrat                               | 18.                | 30                 | 7.                  | 67                  |
| 2016 | Donny Montell                   | »I've Been Waiting for This Night« | Čakal sem na to noč                  | 9.                 | 200                | 4.                  | 222                 |
| 2017 | Fusedmarc                       | »Rain of Revolution«               | Dež revolucije                       | Brez finala        | Brez finala        | 17.                 | 42                  |
| 2018 | Ieva Zasimauskaite              | »When We're Old«                   | Ko bova stara                        | 12.                | 181                | 9.                  | 119                 |
| 2019 | Jurij Veklenko                  | »Run with the Lions«               | Teči z levi                          | Brez finala        | Brez finala        | 11.                 | 93                  |
| 2020 | The Roop                        | »On Fire«                          | Gorim                                | Festival odpovedan | Festival odpovedan | Festival odpovedan  | Festival odpovedan  |
| 2021 | The Roop                        | »Discoteque«                       | Diskoteka                            | 8.                 | 220                | 4.                  | 203                 |
| 2022 | Monika Liu                      | »Sentimentai«                      | Čustva                               | 14.                | 128                | 7.                  | 159                 |
| 2023 | Monika Linkytė                  | »Stay«                             | Ostani                               | 11.                | 127                | 4.                  | 110                 |
| 2024 | Silvester Belt                  | »Luktelk«                          | Počakaj                              | 14.                | 90                 | 4.                  | 119                 |
| 2025 | Katarsis                        | »Tavo akys«                        | Tvoje oči                            | 16.                | 96                 | 6.                  | 103                 |

### Avtorske ekipe
| Leto | Pesem                         | Avtor glasbe                                                                             | Avtor besedila                                                                           |
| ---- | ----------------------------- | ---------------------------------------------------------------------------------------- | ---------------------------------------------------------------------------------------- |
| 1994 | Lopšinė mylimai               | Ovidijus Vyšniauskas                                                                     | Gintaras Zdebskis                                                                        |
| 1999 | Strazdas                      | Linaš Rimša                                                                              | Sigitas Geda                                                                             |
| 2001 | You Got Style                 | Viktoras Diawara                                                                         | Viktoras Diawara, Vilius Alesius, Erica Quinn Jennings                                   |
| 2002 | Happy You                     | Aivaras Stepukonis                                                                       | Aivaras Stepukonis                                                                       |
| 2004 | What's Happened to Your Love? | Linas Adomaitis, Michalis Antoniou                                                       | Camden-MS                                                                                |
| 2005 | Little by Little              | Bobby Ljunggren                                                                          | William 'Billy' Butt                                                                     |
| 2006 | We Are the Winners            | Andrius Mamontovas, Saulius 'Samas' Urbonavičius                                         | Viktoras Diawara, Andrius Mamontovas                                                     |
| 2007 | Love or Leave                 | Julija Ritčik                                                                            | Julija Ritčik                                                                            |
| 2008 | Nomads in the Night           | Vytautas Diškevičius                                                                     | Jeronimas Milius                                                                         |
| 2009 | Love                          | Sasha Son                                                                                | Sasha Son                                                                                |
| 2010 | East European Funk            | Jurgis Didžiulis, Aurelijus Morlencas, Sergej Makidon, Jievaras Jasinskis, Laurynas Lapė | Jurgis Didžiulis, Aurelijus Morlencas, Sergej Makidon, Jievaras Jasinskis, Laurynas Lapė |
| 2011 | C'est ma vie                  | Paulius Zdanavičius                                                                      | Andrius Kairys                                                                           |
| 2012 | Love Is Blind                 | Brandon Stone                                                                            | Brandon Stone                                                                            |
| 2013 | Something                     | Andrius Pojavis                                                                          | Andrius Pojavis                                                                          |
| 2014 | Attention                     | Vilija Matačiūnaitė, Viktoras Vaupšas                                                    | Vilija Matačiūnaitė                                                                      |
| 2015 | This Time                     | Vytautas Bikus                                                                           | Monika Liubinaitė                                                                        |